# 牟岐郵便局
牟岐郵便局（むぎゆうびんきょく）は、徳島県海部郡牟岐町にある郵便局。民営化前の分類では集配特定郵便局であった。

## 概要
住所：〒775-8799 徳島県海部郡牟岐町中村本村54-44

## 沿革
- 1874年（明治7年）12月16日 - 中村郵便取扱所として開設[1]。
- 1875年（明治8年）1月1日 - 中村郵便局（五等）となる。
- 1885年（明治18年）5月10日 - 貯金取扱を開始。
- 1885年（明治18年）10月16日 - 牟岐郵便局に改称。
- 1903年（明治36年）2月1日 - 牟岐郵便電信局となる。
- 1903年（明治36年）4月1日 - 通信官署官制の施行に伴い牟岐郵便局となる。
- 1970年（昭和45年）7月24日 - 電話交換、和文電報配達、欧文電報受付・配達、国際電報受付・配達の各業務を、牟岐電報電話局に移管[2]。
- 1992年（平成4年）6月30日 - 出羽島郵便局の廃止に伴い、取扱事務を承継。
- 2007年（平成19年）10月1日 - 民営化に伴い、併設された郵便事業阿南支店牟岐集配センターに一部業務を移管。
- 2012年（平成24年）10月1日 - 日本郵便株式会社発足に伴い、郵便事業阿南支店牟岐集配センターを牟岐郵便局に統合。

## 取扱内容
- 郵便、印紙、ゆうパック、内容証明
- 貯金、為替、振替、振込、国際送金、国債、投資信託
- 生命保険、バイク自賠責保険
- 宝くじの販売
- ゆうちょ銀行ATM
- 海部郡牟岐町内の集配業務

## 周辺
- 牟岐町役場
- 徳島家庭裁判所牟岐出張所・牟岐簡易裁判所
- 牟岐警察署
- 牟岐町立牟岐小学校
- 徳島県立海部病院
- 国道55号
- 牟岐川
- 牟岐漁港

## アクセス
- JR牟岐線 牟岐駅から南西へ約300m（徒歩約4分）
- 徳島バス・南部バス 牟岐駅前停留所下車
- 駐車場あり：4台